# Адалвін
Адалвін (нім. Adalwin; д/н — 14 травня 873) — церковний та політичнний діяч часів Каролінзької імперії, 4-й архієпископ Зальцбургу.

## Життєпис
Про походження та народження обмаль відомостей. Отримав освіту в Зальцбурзі. Був протоієреєм в Мозабурзькому храмі. Згодом опинився під патронатом Ліупрама, архієпископа Зальцбургу. Останній перед смертю рекомендував імператору Людовику II як свого наступника. 859 року стає архієпископом. 860 року отримав пожертву власності (curtes) від короля Людовика II Німецького та підтвердження права власності на території нинішньої Нижньої Австрії, Каринтії, Штирії, Бургенланду, Словенії та Угорщини.
Активізував політику з християнізації слов'янського населення Карантанії та Паннонії, а також висунув церковні претензії на Велику Моравію. Адалвін призначив Альтфріда очільником єпархії в Паннонії. Останній налагодив гарні відносини з блатенським князем Коцелем, що 867 року посів трон. У цьому князівстві Адалвін освятив 12 нових церков (з них відомі Св. Стефана у володінні Віттімара, Архангела Михаїла в Ортаху, Апостола Павла у Веріді, Св. Маргарити, Св. Лаврентія) призначивши в кожній свого священика.
Водночас з 866 року стикнувся з місіонерською діяльністю братів-візантійців Кирилом і Мефодієм. Адалвін звинуватив їх за запровадження слов'янської мови в богослужінні. Втім таким чином намагався позбавити себе конкурентів в церковному впливі. Проте Папа Римський Адріан II призначив Мефодія архієпископом Великої Моравії-Паннонії.
870 року за підтримки баварських феодалів арештував Мефодія, відправивши того до монастиря Швабії. Для підтвердження своїх прав замовив складання «Історії про навернення у віру баварців та хорутан», де обґрунтовувалися права Зальцбурзького архієпископства на церковну територію Моравії та Східної Паннонії. Є важливим джерелом з початкової історії Зальцбурзької єпархії.
873 року за вказівкою папи римського Івана VIII, що не бажав надмірного посилення Зальцбургу і намагався підпорядкувати єпархії Моравії та Паннонії безпосередньо собі, довелося звільнити Мефодія. Невдовзі Адалвін помер.